# Stanisław Olszewski (motocyklista)
Stanisław Olszewski (ur. 8 listopada 1948 w Lidzbarku Warmińskim, zm. 27 kwietnia 2015 w Olsztynie) – polski motocyklista wyścigowy, szkoleniowiec i działacz sportów motorowych, dwukrotny mistrz Europy w rajdach enduro (1979, 1980).
Sport motocyklowy uprawiali także jego starsi bracia, Zdzisław i Andrzej. On sam debiutował w wieku 16 lat, w barwach WAMK Lidzbark Warmiński, od 1969 reprezentował barwy Drwęca Ostróda, od 1973 OKS Stomil Olsztyn.
W swojej karierze zdobył dwukrotnie mistrzostwo Europy w rajdach enduro w klasie do 75 ccm (1979, 1980) oraz wicemistrzostwo Europy w tej samej konkurencji w 1978. Był dziesięciokrotnym mistrzem Polski w motocrossie, w klasach 250 ccm i 500 ccm, siedmiokrotnym wicemistrzem Polski w motocrossie, dwukrotnym mistrzem Polski w enduro, wicemistrzem Polski w enduro. Tytuły mistrzowskie zdobywał w latach 1973-1983. Ponadto w 1976 zwyciężył, a w 1977 zajął drugie miejsce w zawodach Pucharu Pokoju i Przyjaźni (nieoficjalnych mistrzostwach krajów socjalistycznych) w klasie 250 ccm.
Wielokrotnie startował w Sześciodniówce Motocyklowej. Największe sukcesy w tych zawodach odniósł w 1980, zwyciężając w kategorii 75 ccm oraz indywidualnie w kategorii Silver Vase, a następnie w 1984, zdobywając drużynowe wicemistrzostwo świata (World Trophy) oraz także z drużyną Puchar Watlinga. Ponadto w 1983 zajął z drużyną 4. miejsce w kategorii World Trophy.
W 1980 otrzymał dyplom honorowy Międzynarodowego Komitetu Fair Play (CIFP) oraz tytuł "Dżentelmena Sportu" przyznany przez redakcję Sztandaru Młodych i Polski Komitet Olimpijski za postawę w czasie zawodów Sześciodniówki Motocyklowej, kiedy to zawrócił z niewłaściwej (źle oznaczonej) drogi innych zawodników. W 1984 zwyciężył w Plebiscycie Gazety Olsztyńskiej na najlepszego sportowca regionu.
Po zakończeniu kariery zawodniczej przez dwa lata pracował jako kaskader, następnie pozostał w sporcie jako działacz, m.in. w 1993 należał do założycieli Motoklubu Olsztyn, w kolejnych latach był członkiem jego komisji rewizyjnej i trenerem. Był członkiem Okręgowej Komisji Sportu Motocyklowego Zarządu Okręgowego Polskiego Związku Motorowego w Olsztynie, międzynarodowym sędzią FIM i państwowym PZMot. W uznaniu zasług został odznaczony między innymi Złotym Krzyżem Zasługi i Złotą Honorową Odznakę Polskiego Związku Motorowego.